# Кубок Фарерских островов по футболу 2023
Кубок Фарерских островов по футболу 2023  (фар. Løgmanssteypið 2022) — 68-й розыгрыш Кубка Фарерских островов по футболу.

## Календарь
| Раунд      | Дата                            |
| ---------- | ------------------------------- |
| 1/8 финала | 21-22 апреля 2023               |
| 1/4 финала | 9 мая 2023                      |
| Полуфиналы | 28 июня 2023 04/25 октября 2023 |
| Финал      | 04 ноября                       |

## Некоторые факты
Самый разгромный матч: 14-0 (НСИ — Мидвагур);
Самый результативный матч: 14-0 (НСИ — Мидвагур);
Самая результативная ничья: 1-1 (07 Вестур - ХБ Торсхавн)

## 1/8 финала
| Команда 1 | Результат | Команда 2   |
| --------- | --------- | ----------- |
| Б-36      | 2–0       | КИ          |
| АБ        | 1–0       | Судурой     |
| ТБ        | 0–1       | Б-68        |
| ИФ        | 0–2       | 07 Вестур   |
| Хойвик    | 0–6       | ЭБ/Стреймур |
| СКАЛА     | 3–1       | Б-71        |
| Викингур  | 1–2       | ХБ          |
| НСИ       | 14–0      | Мидвагур    |

## 1/4 финала
| Команда 1   | Результат | Команда 2 |
| ----------- | --------- | --------- |
| ЭБ/Стреймур | 4 – 1     | СКАЛА     |
| Б-36        | 0 – 2     | ХБ        |
| Б-68        | 2 – 1     | НСИ       |
| АБ          | 1 – 2     | 07 Вестур |

## Полуфиналы
| Команда 1   | Итог  | Команда 2 | 1-й матч | 2-й матч |
| ----------- | ----- | --------- | -------- | -------- |
| ЭБ/Стреймур | 3 – 5 | Б-68      | 0 – 3    | 3 – 2    |
| 07 Вестур   | 2 – 3 | ХБ        | 1 – 1    | 1 – 2    |

## Финал
| Команда 1 | Результат    | Команда 2 |
| --------- | ------------ | --------- |
| Б-68      | 0 – 0 (пен.) | ХБ        |